# Sagitario A Oeste
Sagitario A Oeste (abreviado como Sgr A W) designa una región de hidrógeno ionizado situada en la constelación de Sagitario (coordenadas J2000: ascensión recta 17h 45m 39,4s; declinación -29°0′24″) localizada cerca del centro de nuestra galaxia, en la fuente de radio Sagitario A.
Sagitario A Oeste posee una estructura en espiral y los gases ionizados parecen caer hacia su centro. Cerca de este centro se encuentra Sagitario A*, un objeto extremadamente compacto que se piensa que es un agujero negro supermasivo o una "superestrella".
- Datos: Q7887969
- Multimedia: Sagittarius A West / Q7887969